# Buz Sawyer
Buz Sawyer é uma tira de quadrinhos diária estadunidense criada por Roy Crane e distribuída pela King Features Syndicate. A tira foi publicada entre 1 de novembro de 1943 a 1989. O último trabalho assinado por Crane teve a data de 21 de abril de 1979. No Brasil, as tiras foram publicadas em revistas em quadrinhos da RGE, inclusive revista própria na década de 1960, com o nome do personagem-título mudado para Jim Gordon.

## Personagens e tramas
Durante a Segunda Guerra Mundial, o aventureiro John Singer Sawyer, apelidado Buz Sawyer, foi um ás da aviação de combate da Marinha Americana e lutou na Guerra do Pacífico, participando de numerosas aventuras ao lado de seu parceiro Sweeney. Voltando à vida civil após a Guerra, Buz trabalhou como agente para uma companhia de petróleo, viajando sempre para lugares distantes. Ele se casou com Christy Jameson (chamada de Cristina no Brasil) em 13 de dezembro de 1948, e o filho deles Pepper nasceu em 1951. Buz voltou à Marinha na década de 1950 e serviu num porta-aviões, pilotando jatos sobre o Vietnã na década de 1960.

### Família
- John Singer Sawyer, apelidado Buz Sawyer - Piloto naval
- Christy Jameson – Noiva, depois esposa (casaram-se em 13 de dezembro de 1948)
- Pepper Sawyer – Filho, nascido em 1951. Seu apelido ("pimenta") foi copiado de um sobrinho de Edwin Granberry, William R. "Pepper" Chalker
- Peggy Sawyer -  irmã de Buz
- Teddy Sawyer, apelidado de Lucky Sawyer – irmão garoto de Buz, músico

## Autor
Roy Crane fora um dos inovadores das tiras de aventura com seu trabalho anterior, Wash Tubbs ("Tubinho", no Brasil), iniciado em 1924. Eram histórias humorísticas sobre as aventuras românticas de Washington Tubbs, o personagem-título, mas que logo foram mudadas para aventuras em lugares exóticos. Após a introdução do popular mercenário Capitão Easy ("Capitão César" no Brasil), em 1929, a tira se transformou, assim como Tarzan dos Macacos e Buck Rogers, numa das pioneiras do gênero quadrinhos de aventura. Mas Crane era empregado da agência Newspaper Enterprise Association, que era dona dos personagens Tubbs e Easy. Crane contatou a King Features com a ideia de uma nova tira, e quando eles concordaram em lhe deixar os direitos, abandonou Wash Tubbs e Captain Easy em 1943, concentrando-se no lançamento de Buz Sawyer. Crane recorda esses dias (tradução livre):
"Eu desenhei Wash Tubbs até 1943, quando então comecei Buz Sawyer. Estávamos na Segunda Guerra Mundial e decidi fazer de Buz um piloto naval. Isso permitiria várias tramas de ação, além de me sentir colaborando para o esforço de guerra. Antes de iniciar o trabalho, e para garantir o realismo, eu fiz uma grande pesquisa. Sempre amei viajar, dai eu queria ir para diferentes lugares e recolher informações que pudesse usar nas aventuras. Passei algum tempo a bordo de um porta-aviões. Além disso, coletei um grande número de fotografias navais da Marinha que serviriam para material de apoio. Rosco Sweeney, que estrelava a tira dominical, se tornou o parceiro de Buz na Guerra. Era também artilheiro em avião bombardeiro que Buz pilotava. Após a Guerra, eu fiz Sweeney começar um laranjal na Flórida…a mesma coisa que eu próprio fiz. Não tinha planos para transferir Buz para as páginas dominicais. A ação é um dos mais importantes elementos na tira. De fato, sentia que as paisagens desenhadas tornavam as histórias em quadrinhos uma forma de arte única. Quando os cortes de espaço nos jornais só deixarem lugar para os diálogos, será o fim das tiras. Concebi Buz com quatro semanas de antecedência. Meu colaborador, Hank Schlensker, finalizou os layouts dos meus esboços. Ele trabalha uma semana depois de mim. E também meus assistentes Al Wenzel e Edwin Granberry. Eu era o dono dos direitos da tira. A arte de Buz Sawyer é feita com Craftint [uma técnica pioneira para produzir meio-tons em cinza] e que usei ali e também em Wash Tubbs. Eu sempre me interessei em usar novas técnicas, em especial buscando capturar uma qualidade tridimensional para os desenhos ".

## Tira diária
Edwin Granberry começou escrever Buz Sawyer na década de 1940, permanecendo até 1983. Em 1946, aos 31 anos de idade Henry G. Schlensker, que havia criado Biff Baker com Ernest Lynn (1941-45), se estabeleceu em Orlando, quando se tornou o assistente artístico de Crane. Uma úlcera provocou o afastamento de Crane das tiras na década de 1960, mas continuaria a acompanhar de perto o trabalho de Granberry e Schlensker. Após o falecimento de Crane em 1977, Schlensker passou a assinar a tira. A dupla continuou até 1983. Ao se aposentarem, John Celardo assumiu os desenhos até a tira ser cancelada em 7 de outubro de 1989. Schlensker, que combateu no Leste da Ásia durante a Segunda Guerra Mundial, morreu em 1997 aos 82 anos de idade. "Ele amava desenhar, e amava ação. Essa tira foi toda a sua vida" disse a esposa, Virginia Schlensker.

## Tira dominical
Rosco Sweeney, parceiro de Sawyer, era o principal personagem das Pranchas dominicais Buz Sawyer, uma comédia sobre a vida rural e suburbana. Sweeney acabou por desaparecer após a Guerra. Ao fim da década de 1940, Crane contratou para escrever e desenhar as tiras dominicais, o cartunista Clark Haas, um piloto pioneiro de aviões a jato. Mais tarde, Al Wenzel assumiu o trabalho até que Crane decidisse por concluir a tira em 19 de maio de 1974.

## Prêmios
Roy Crane venceu o Reuben Award oferecido pela National Cartoonists Society em 1950 (chamado ainda de Barney Award). Ganhou também o Story Comic Book Award em 1965.

## Livros e republicações
As tiras diárias de Buz Sawyer foram republicadas pela Comics Art Showcase, Dragon Lady Press e Comics Revue. Manuscript Press publicou dois livros de coletânea das primeiras tiras diárias. Poucas tiras dominicais foram republicadas. A tira foi adaptada para um livro de bolso, Buz Sawyer and Bomber 13.
Em 2011, Fantagraphics Books publicou o primeiro de uma série de livros com republicações das tiras diárias, bem como tiras dominicais selecionadas. O primeiro volume cobre as tiras do período de 1 de novembro de 1943 (início) a 5 de outubro de 1945 (quando Buz deixou a Marinha). No segundo volume, lançado em 2012, foram reunidas as tiras de 15 de outubro de 1945 até julho de 1947 .

## Lançamento digital
Em junho de 2006, o serviço de e-mail da King Features, DailyINK, começou a transmitir Buz Sawyer do início  Em 2009, havia chegado ao período civil de Buz. Todas essas tiras estão sem uma parte da arte da borda inferior dos quadrinhos.

## Guia de episódios
Arcos de história dos primeiros anos da tira diária:
- 1943
  - War in the Pacific
- 1944 
  - Island Raids
  - Sultry
- 1945	
  - Mr. Flint
  - Civilian Life
  - Sultry’s Tiger
- 1946	
  - The Mad Baron
  - Salvaduras (diárias e dominicais)
- 1947 	
  - Africa
  - Vacation with Christy
  - Thursty Collins
  - Harry Sparrow (espião internacional refinado, inimigo de Buz)
- 1948	
  - Miss Freeze
  - The Search for Buz
  - The Wedding Present (episódio do casamento)
- 1949
  - African Honeymoon (episódio da lua de mel na África)
  - Monkey Business
  - Revolution
- 1950
  - Buz Alone
  - Diana
  - William Shakespeare
- 1951	
  - Wish Jones
  - Alaska
  - Doldrums
  - Zazarof
- 1952	
  - The Hawks Boys
  - Locusts
  - Panazuela Oil
- 1953	
  - Island of the Lotus Eaters
  - Christy’s Baby
  - Test Pilot
- 1954	
  - Hurricane Hunters
  - VTO
- 1955	
  - Paint
  - Mystery Plane
  - All Washed Up